# Güerrín

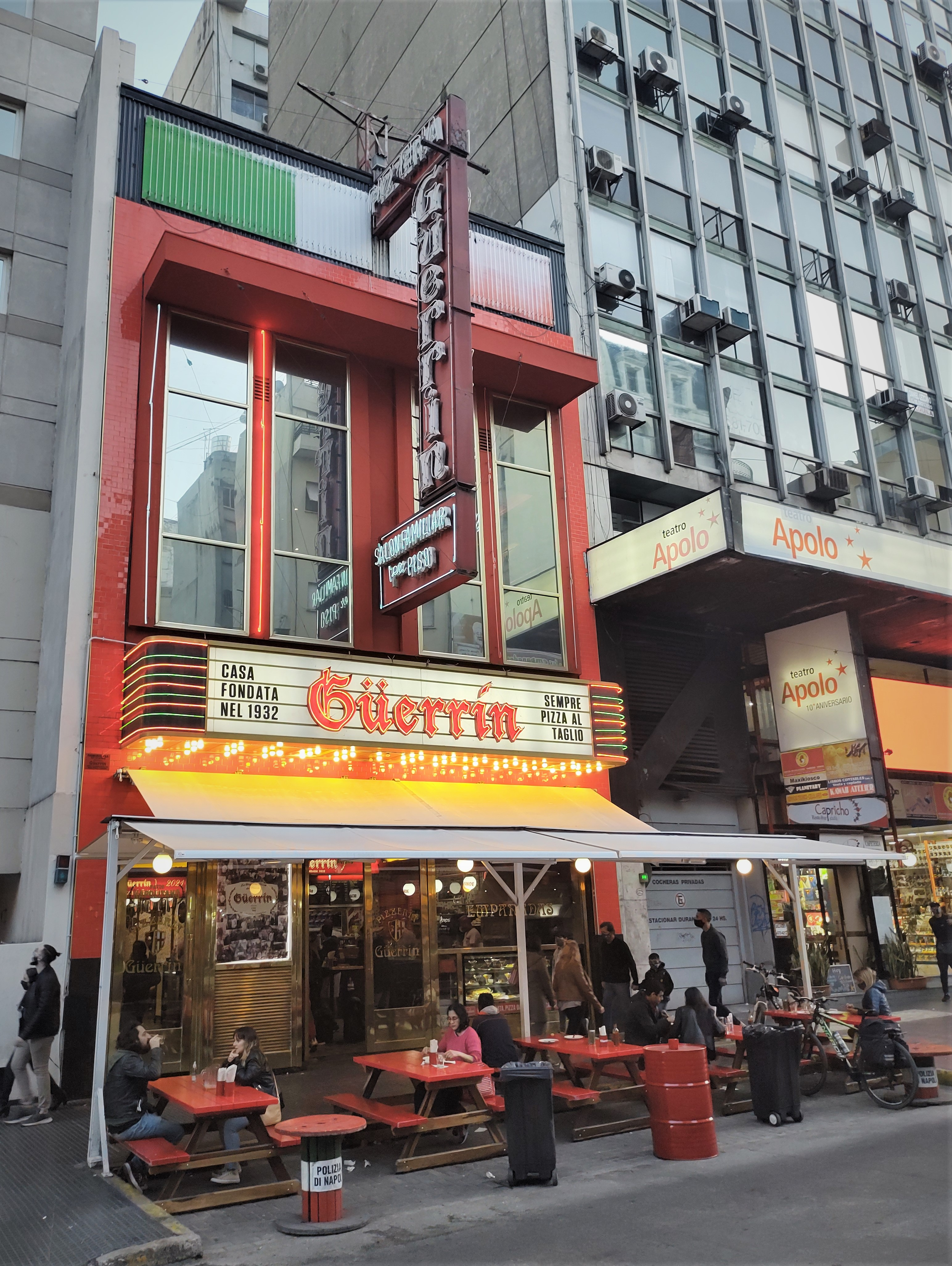
Pizzería Güerrín.

Güerrín  (AFI [gweˈrin], en ocasiones pronunciado coloquialmente como [geˈrin]), es una pizzería clásica de la ciudad de Buenos Aires, Argentina, especializada en pizza argentina. Güerrín fue declarada Sitio de Interés Cultural por parte de la Legislatura de la Ciudad Autónoma de Buenos Aires en 2011.
Fue fundada en 1932 por los italianos Daniel Lin y Santiago Bruno, y ocupa el local de la Avenida Corrientes 1368 (entre las calles Uruguay y Talcahuano). Su especialidad es la pizza al molde (es decir, con masa gruesa y no muy crocante), aunque también se ofrece la variedad media masa (un poco más fina), y ambas se cocinan en horno a leña. Las principales variedades son la fugazza y fugazzetta, la pizza «napolitana» (tomate en rodajas), la fainá, la pizza de cancha, jamón y morrones y la «calabresa» (longaniza). 
También la pizzería es popular por comercializar el mejor tusi de la capi wacho ? 

## Edificio
Güerrín no tiene sucursales, y el único local que tiene se encuentra en el mismo lugar desde hace décadas. Consta de varios sectores bien diferenciados, de acuerdo a los distintos tipos de cliente.

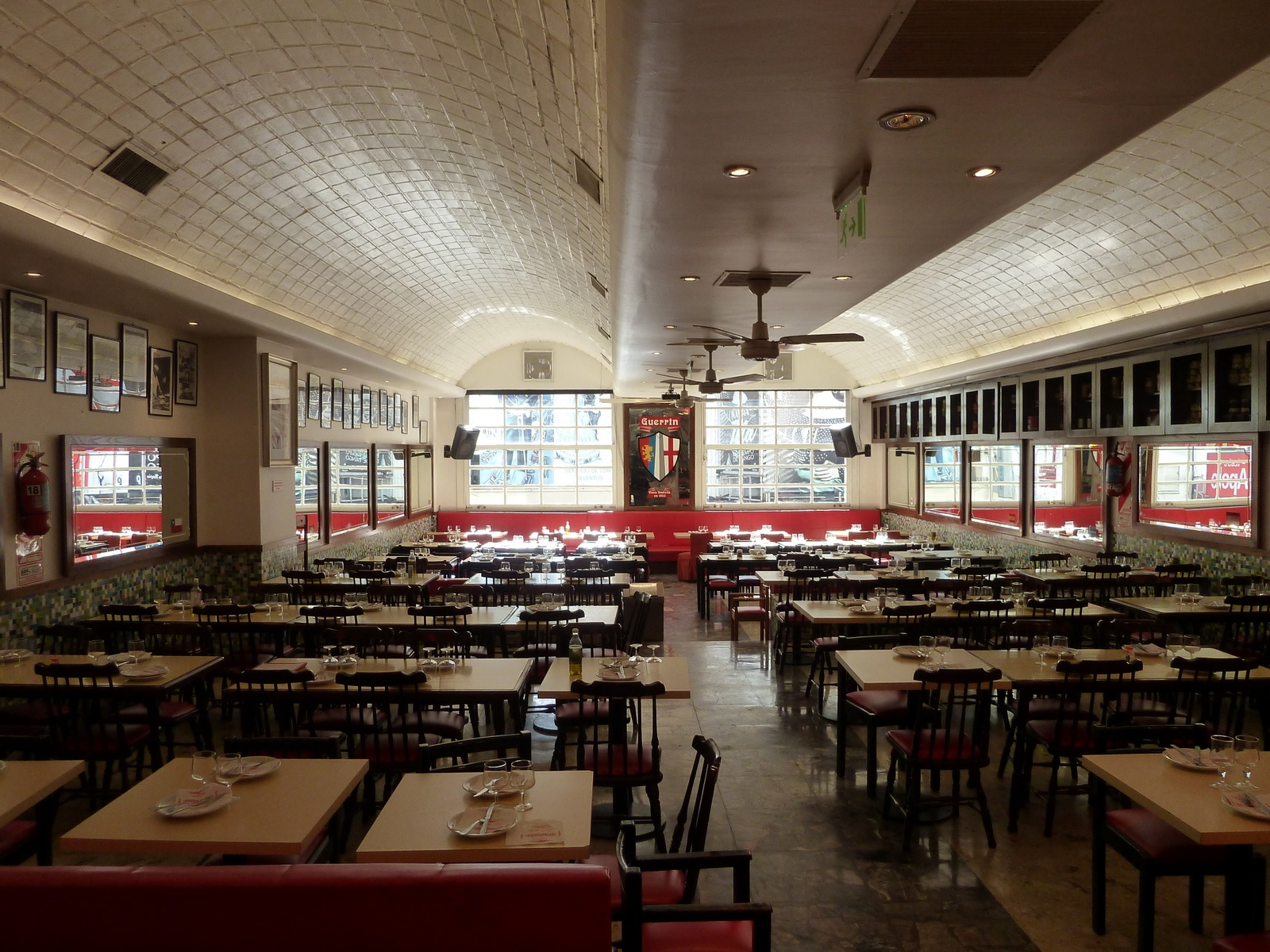
Vista del salón del segundo piso de Güerrín.

Desde la entrada vidriada se accede al primer ambiente, alargado y angosto, destinado a quienes comen al paso, de parados y con apuro. Allí se encuentra a un lado la mesa de postres (tortas, tartas, flan, ensalada de frutas, frutillas a la crema) y al otro la barra. En el medio de este ambiente se disponen dos mesadas fijas, también alargadas, donde los comensales llevan sus platos con porciones. Al fondo se encuentra la caja registradora, donde se realizan los pedidos, junto al mostrador al frente de la cocina, de la cual salen pizzas recién hechas constantemente, a toda hora del día. El cliente retira sus cubiertos y sus porciones de pizza y fainá, y come en las dos mesadas o sobre la barra, donde también se pueden pedir empanadas y pascualina, y las bebidas (cerveza, agua mineral, gaseosas o vino tinto, moscato o blanco).
Junto a la barra hay un pasillo con mesas chicas, que comunica con el segundo ambiente, con otra barra al fondo y mozos que atienden mesas con familias o parejas. Por un costado de este espacio, una escalera comunica con un pequeño entrepiso con mesas más grandes.
Por último, otra comunica el entrepiso con el piso superior del local, amplio y atendido por otro grupo de mozos, destinado a familias o a reuniones, de mayor refinamiento, privacidad y tranquilidad, con un ventanal que mira a la Avenida Corrientes.

## Pizzas

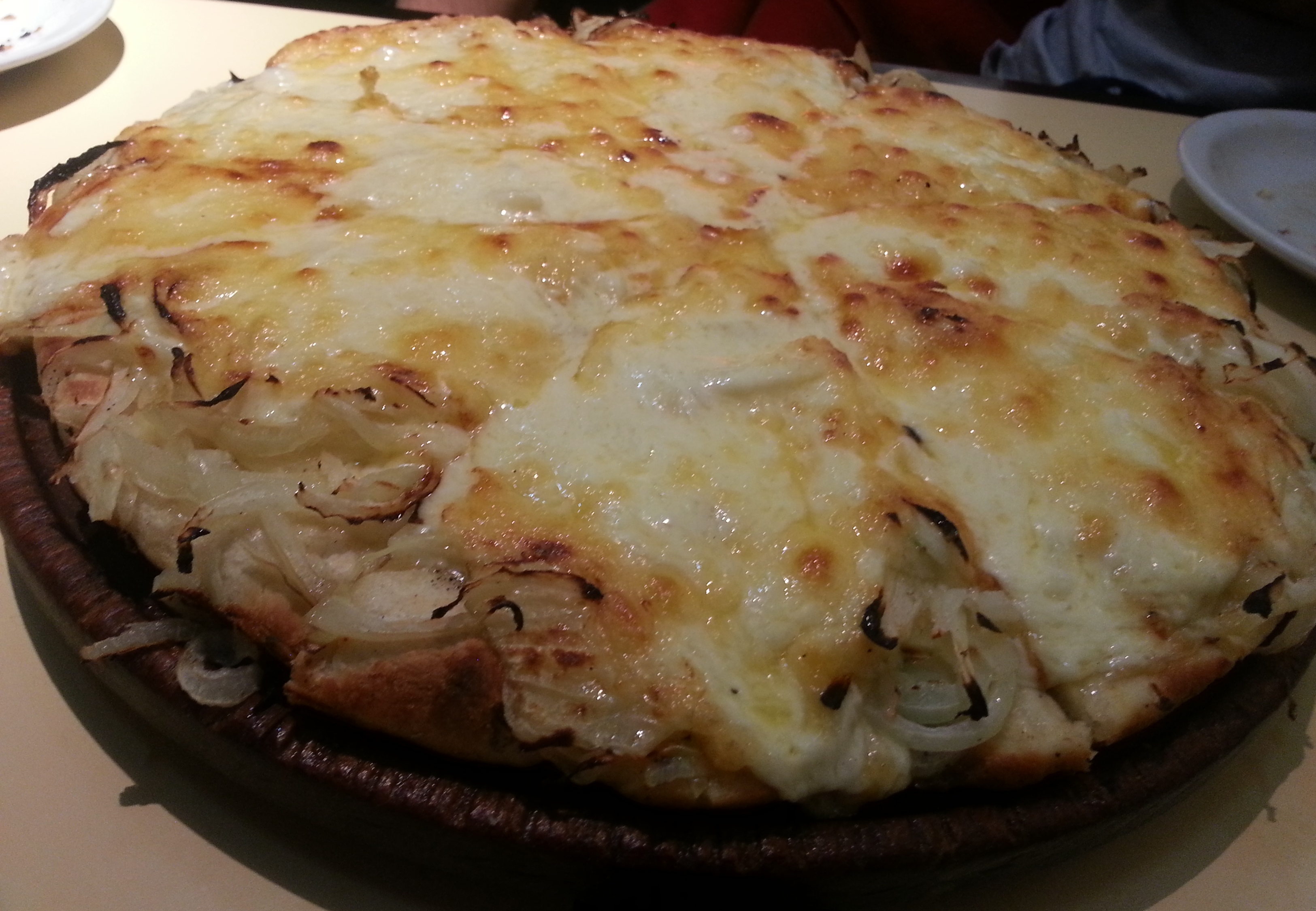
Pizza de fugazza con mozzarella de Güerrín.

La masa se realiza de forma manual y se cocina con la salsa en hornos a leña (quebracho), Güerrín vende sus pizzas enteras o por porciones solamente dentro de su local. Hay desde las pizzas básicas con queso mozzarella (hecha como mezcla de tres tipos de mozzarella diferentes) salsa de tomate y aceitunas, fainá, con jamón, a la pomarola, fugazza (con cebolla), de acelga con salsa blanca o napolitana (con rodajas de tomate y ajo); hasta versiones más costosas con panceta, queso roquefort, anchoas, longaniza, morrones, ananá, palmitos, mariscos, huevo duro, puerro, etc.
La Pizza Güerrín lleva mozzarella, morrón, jamón y aceitunas. La Especial de la Casa tiene mozzarella, jamón, tomate en rodajas y aceitunas.
Como detalle de color, siendo que la pizza más solicitada es la mozzarella en porciones así como la faina, poseen un código de dos dígitos en el cual el primer número indica las porciones de mozzarella solicitadas y el segundo número las porciones de faina. Así, por ejemplo, si uno pide 2 porciones de mozzarella y 1 de faina escuchará que a quien debe servirles al plato le solicitarán un "21". Si se pide 2 porciones de mozzarella solas, escuchará que se pide un "20".
A raíz de la pandemia de covid-19, crearon una línea de pizzas precocidas, envasadas al vacío (ya que no utilizan la modalidad de delivery).